# Stazione di Glasgow Queen Street
La stazione di Glasgow Queen Street (in gaelico scozzese: Glaschu Sràid na Banrighinn) è una stazione ferroviaria di Glasgow, Scozia. È la seconda della città dopo la stazione di Glasgow Centrale ed è la terza più trafficata della Scozia.

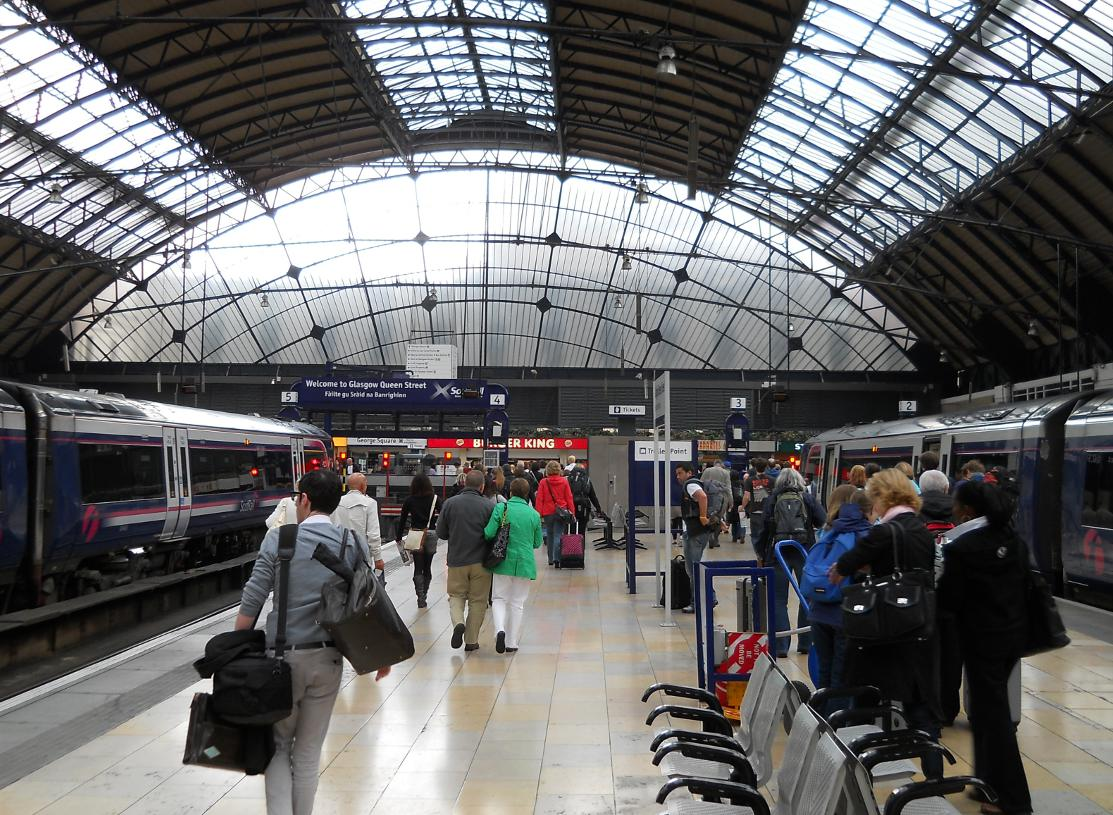
Stazione di Glasgow Queen Street